# 漢川駅 (湖北省)
漢川駅（かんせんえき）は、中華人民共和国湖北省孝感市漢川市馬口鎮にある漢宜線の駅で、2012年7月1日から開業し、武漢鉄道局の管轄である。  

## 駅周辺
- 天嶼湖
- 馬口工業団地
- 馬口鎮人民政府

## 歴史
- 2012年7月1日に開業した。 [3] [4]

## 参考資料
1. ↑  汉宜铁路汉川火车站万事俱备静候通车
2. ↑  汉川坐火车到汉口火车站只需25分钟
3. ↑  汉川挥别无客运火车历史
4. ↑  汉宜铁路引领江汉平原大跨越汉川：大武汉卫星城期待华丽转身